# Dostojka akwilonaris
Dostojka akwilonaris (Boloria aquilonaris) – gatunek motyla dziennego z rodziny rusałkowatych (Nymphalidae).

## Wygląd
Rozpiętość skrzydeł od 38 do 42 mm. Dymorfizm płciowy niewielki, rysunek u samic jest nieco bardziej rozbudowany a barwa tła skrzydeł mniej jaskrawa. Gąsienica brązowa z podwójną żółtawą linią na grzbiecie. Poczwarka brunatna z ciemnymi, poprzecznymi pasami na grzbiecie i kolcami.

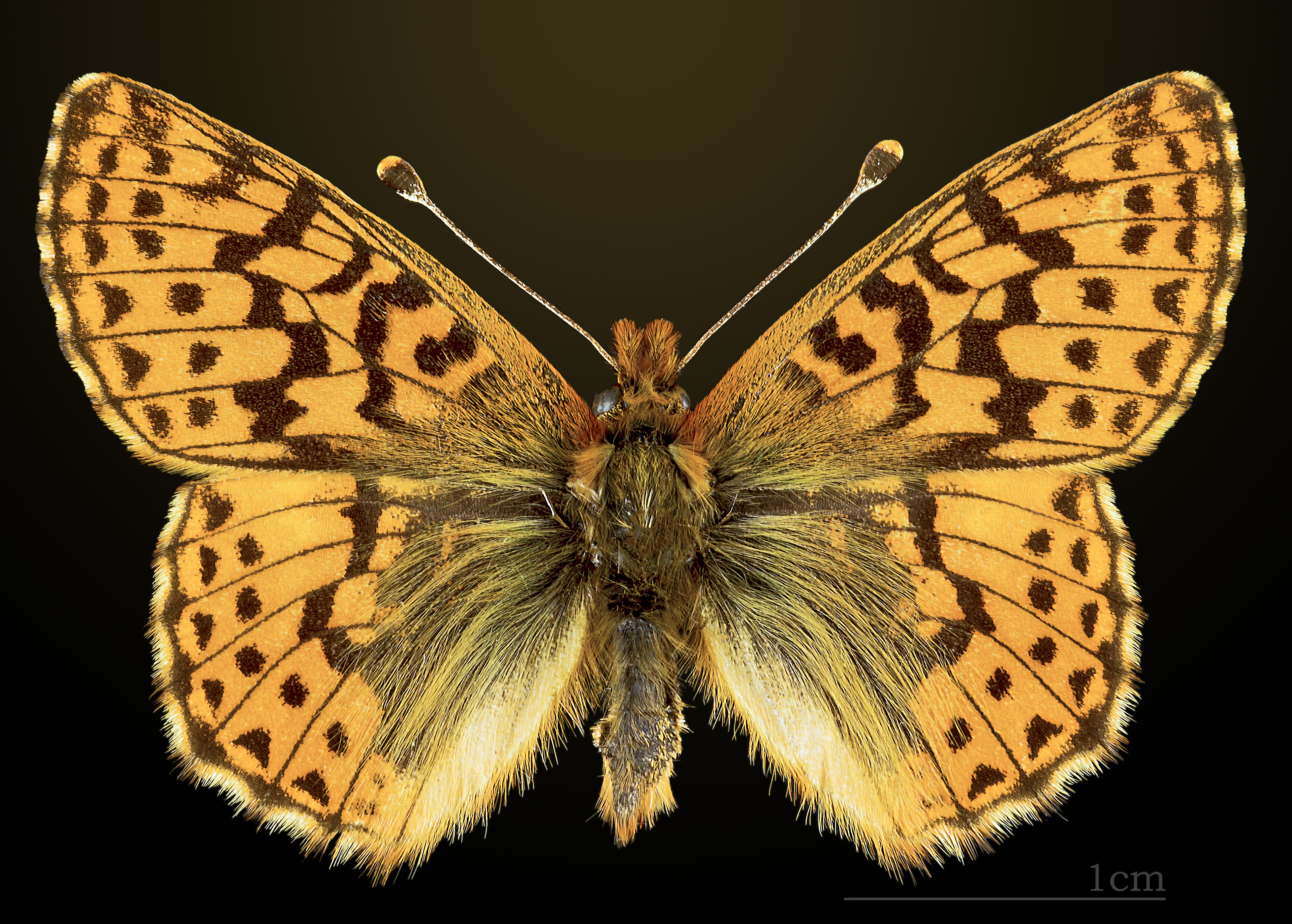
Dostojka akwilonaris
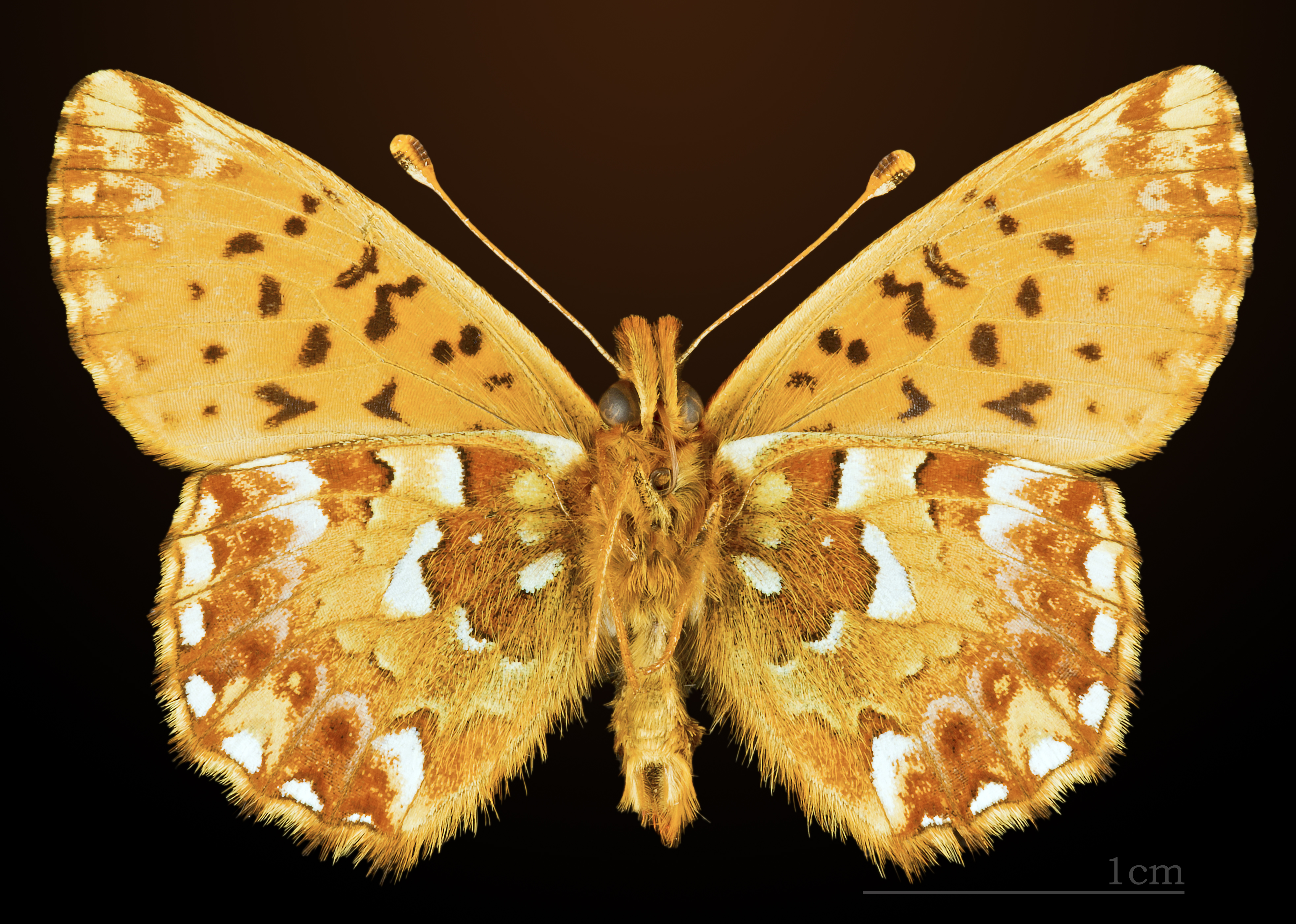
△ Dostojka akwilonaris

## Ekologia
Jajo żółtawe lub zielonkawe, stożkowate o tępym wierzchołku. Chorion z licznymi żeberkami. Pojawia się w okresie 2/VI-3/VII. Jaja składane są pojedynczo na spodzie liścia. Zimuje tylko gąsienica w pierwszym stadium wzrostowym, a żerowanie rozpoczynają na wiosnę, ich pokarmem są liście. Są aktywne w dzień. Przepoczwarzenie się ma miejsce na łodydze rośliny pokarmowej lub fragmentach innych roślin. Dorosłe odwiedzają rozmaite rośliny na torfowiskach, by znaleźć nektar. Odwiedzają siedmiopalecznika błotnego, starca jakubka, chabra driakiewnika, świerzbnicę polną, rdesta szczawiolistnego, macierzankę piaskową, jasieńca piaskowego, krwawnicę pospolitą i marunę bezwonną.

## Roślina żywicielska gąsienic
Rośliną żywicielską jest żurawina błotna.

## Biotop
Torfowiska wysokie i przejściowe oraz widne bory bagienne.

## Zagrożenia
Przyczyną wymierania jest degradacja torfowisk w następstwie melioracji, a także zarastanie otwartych przestrzeni. Przez IUCN uznawana za gatunek najmniejszej troski (LC), natomiast w Polsce jest to gatunek zagrożony wyginięciem (EN). 
W Polsce dostojka akwilonaris objęta jest częściową ochroną gatunkową.